# Sportclub Brühl Saint-Gall
Pour les articles homonymes, voir Brühl.
Maillots
Actualités
Le Sportclub Brühl Saint Gallen est un club suisse de football basé à Saint-Gall. Le Suisse Denis Sonderegger est l'entraîneur depuis novembre 2021.

## Historique
À la suite de sa bonne saison 2009-2010, le club est promu de 2e ligue en 1re ligue, ce qui constituait le 3e niveau national. Lors de la saison 2010-2011, le club est promu de 1re ligue en Challenge League (D2). Après la saison 2011-2012, le club est relégué en 1er Ligue Promotion, une nouvelle division créée en 2012 qui prendra le nom de Promotion League en 2014.

## Palmarès
- Championnat de Suisse de football (1)
  - Champion : 1915